# Thylacosmilus
O tilacosmilo (Thylacosmilus) era um género de metatheriano esparassodonte carnívoro que viveu na América do Sul durante o Mioceno e o Plioceno. Acredita-se que media cerca de 1,2 metros e provavelmente atacava mamíferos de grande porte. 
Apesar de não ter parentesco com o tigre-de-dentes-de-sabre o Smilodon, este animal exibia um par de caninos superiores longos que se projetavam para fora da boca, sendo este um exemplo de evolução convergente. Outras semelhança entre as duas criaturas eram o pescoço forte e os maxilares poderosos. Porém, ao contrário do tigre-de-dentes-de-sabre, o Thylacosmilus não tinha dentes incisivos, e os caninos cresciam continuamente durante a vida. 
Thylacosmilus, popularmente conhecido como “marsupial dente-de-sabre”, era relativamente grande, comparável em tamanho a um puma. Embora apresente caninos hipertrofiados semelhantes aos dos felídeos dente-de-sabre, pesquisas morfológicas indicam que as semelhanças entre esses grupos são uma convergência evolutiva, e não de parentesco direto. Diversos aspectos anatômicos sugerem que Thylacosmilus não era capaz de abater presas da mesma forma que seus análogos placentários. Em vez disso, é possível que desempenhasse o papel de um necrófago.

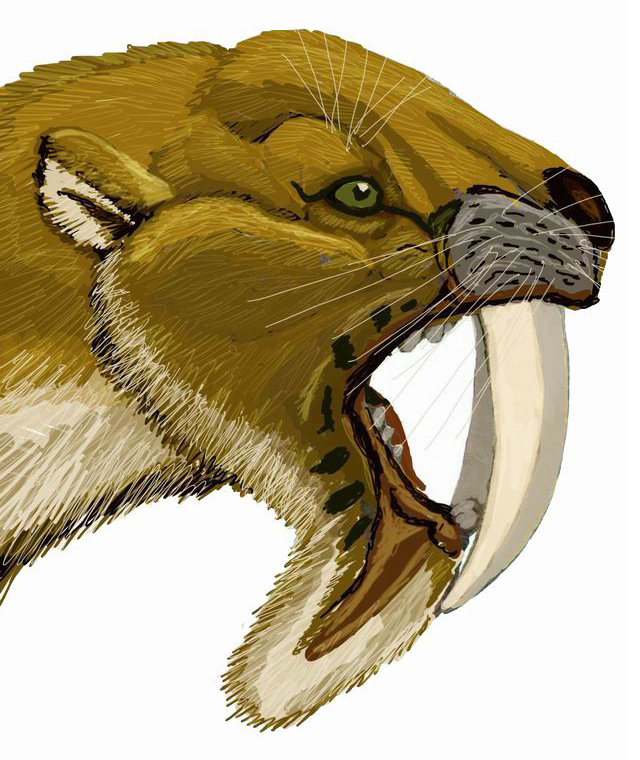
Detalhe da cabeça de Thylacosmilus atrox.

Extinguiu-se pouco antes do Grande Intercâmbio Americano, quando o Smilodon chegou ao sul.

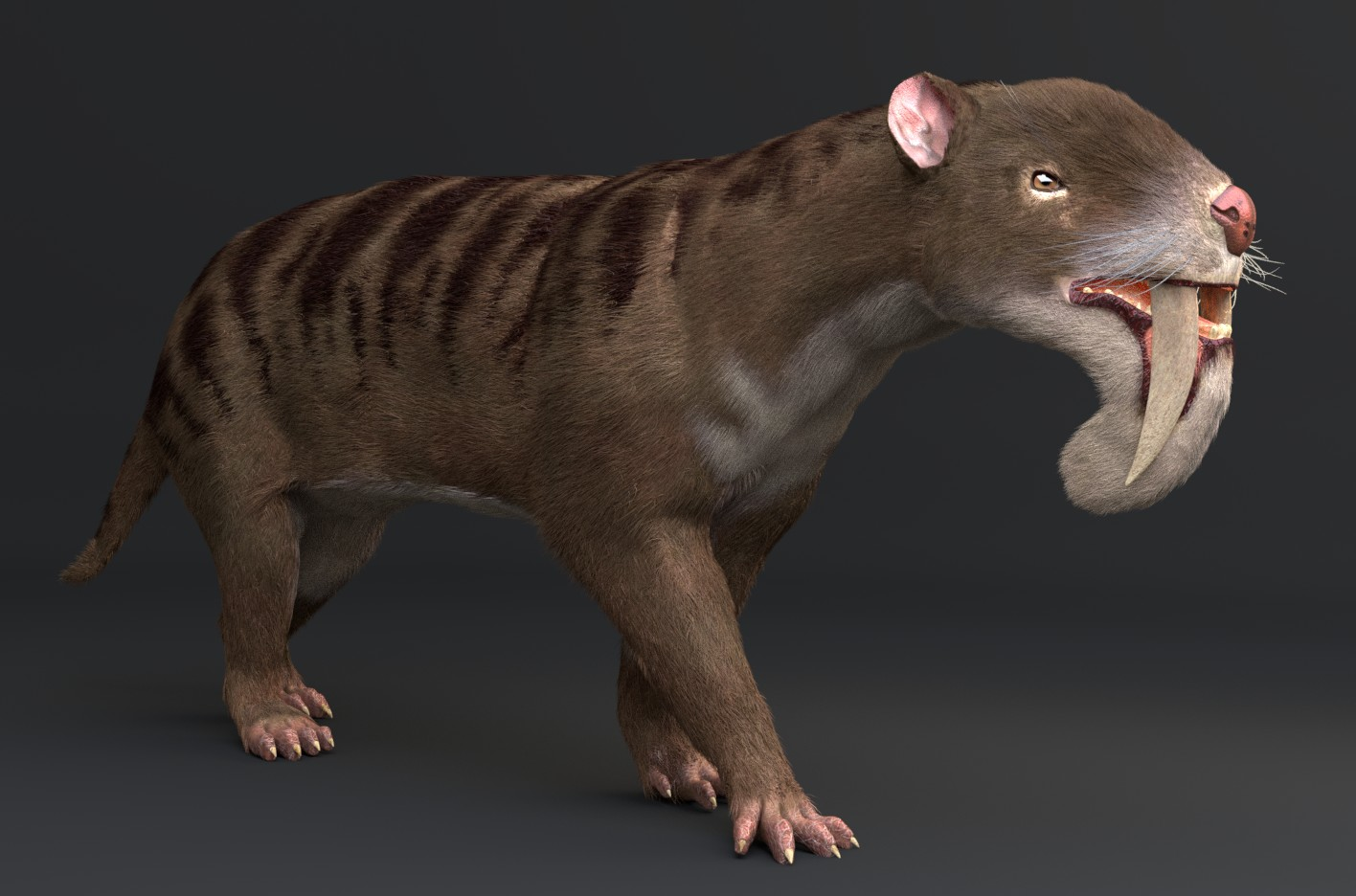
Reconstrução de Thylacosmilus